# 短尾棱鯷
短尾棱鯷（学名：Thryssa brevicauda）為輻鰭魚綱鲱形目鳀科的其中一種，分布於中西太平洋區的巴布亞紐幾內亞及澳洲北部海域，棲息深度可達50公尺，體長可達7.5公分，棲息在沿海。

## 擴展閱讀
維基物種上的相關：短尾棱鯷